# Oberwarter Straße
Die Oberwarter Straße B 63a ist eine Landesstraße in Österreich. Sie hat eine Länge von 9,48 km und ist die Ortsumfahrung von Oberwart im Norden, Westen und Süden der Stadt.

## Geschichte
Die Oberwarter Straße gehört seit dem 1. April 1986 zum Netz der Bundesstraßen in Österreich.